# ニュートン南高等学校
ニュートン南高等学校 (Newton South High School) は、アメリカ・マサチューセッツ州のニュートン市にある公立高校である。
毎年、ハーバード大学やマサチューセッツ工科大学など、超難関大学に多数の合格者を出していることや、その教育水準の高さからでも知られている（全米525位、ニューズウィーク誌・全米公立高校ランキング、2006）。
スクールマスコットはライオンであり、スクールカラーはオレンジとブルー。
　

## 沿革
- 1960年 - 開校

## 4つの"ハウス"
Newton South High School（以下NSHS）は4つのハウスに分けられている(Goldrick, Wheeler, Cutler, Goodwin)。新入生はこの4つのハウスのいずれかに振り分けられ、高校生活の4年間、このハウス内のカウンセラー、およびホームルーム・ティーチャーとともに学校生活を送る。なお、この"ハウス"は寮ではなく、あくまで便宜上の振り分けである。この際ハウスマスター（寮長のような存在）がそのハウスの校長の役割を果たし、もしクラスで何か問題を発生させた場合、先生から校長室ではなくハウスマスター室に行くよう言われる。
また、この4つのハウスは、
- Goldrick- 歴史科教室棟
- Wheeler-　英語科教室棟
- Cutler-　数学科教室棟
- Goodwin-　外国語科教室棟

のセクションに分けられている。

## 学校新聞
NSHSの学校新聞編集は大変優秀であり、そのため多数の賞を受賞している。
- Denebola(デネボラ報)
-New　England　Scholastic Press Association　第2位(Lion's Roarとタイ)　2005年、第1位
-Suffolk University Greater Boston Journalism Contest　新聞記事部門・第2位(マサチューセッツ州内)
- Lion's Roar(獅子吼-シシク-報)
-New England　Scholastic Press Association　第2位(Denebolaとタイ)
-Suffolk University Greater Boston Journalism Contest　新聞記事部門・第1位、スポーツ記事部門・第1位(マサチューセッツ州内)
-National Scholastic Press Association's Annual Conference　Pacemaker賞

Denobolaは1960年代に創刊され、Rion's RoarはDenebolaに不満だった元スタッフが1984年に創刊した。1つの学校に2つもの学校新聞があるのはかなり珍しい。

## クラブ、同好会、チーム
- 文化部・同好会・チーム
60を超えるクラブ、同好会、またはチームが存在している。その中のうち、以下のチームは多くの実績を誇っている。
-数学チーム
-科学チーム
-スピーチ・チーム
- 運動部
総合的に同市のNewton North High Schoolには及ばないものの、かなりの部で好成績を収めている。特にクロスカントリー部は、毎年州チャンピオン争いの常連となっている。